# Estació de La Rambla - Drassanes
|  | El títol d'aquest article és incorrecte a causa de limitacions tècniques. El títol correcte de l'article és Estació de La Rambla \| Drassanes. |

La Rambla | Drassanes, anteriorment Drassanes, és una estació de la L3 del Metro de Barcelona situada sota el Portal de la Santa Madrona al districte de Ciutat Vella de Barcelona. És l'estació més propera al Port de Barcelona.
L'estació va entrar en servei el 1968 com a part de la Línia III amb el nom de Atarazanas fins que el 1982 amb la reorganització dels números de línies i canvis de nom d'estacions va adoptar el nom actual.
| Metro de Barcelona     |           |                                              |       |                        |
| Procedència/Destinació | <         | Línia                                        | >     | Procedència/Destinació |
| Zona Universitària     | Paral·lel | Logotip de la Línia 3 del metro de Barcelona | Liceu | Trinitat Nova          |

## Accessos

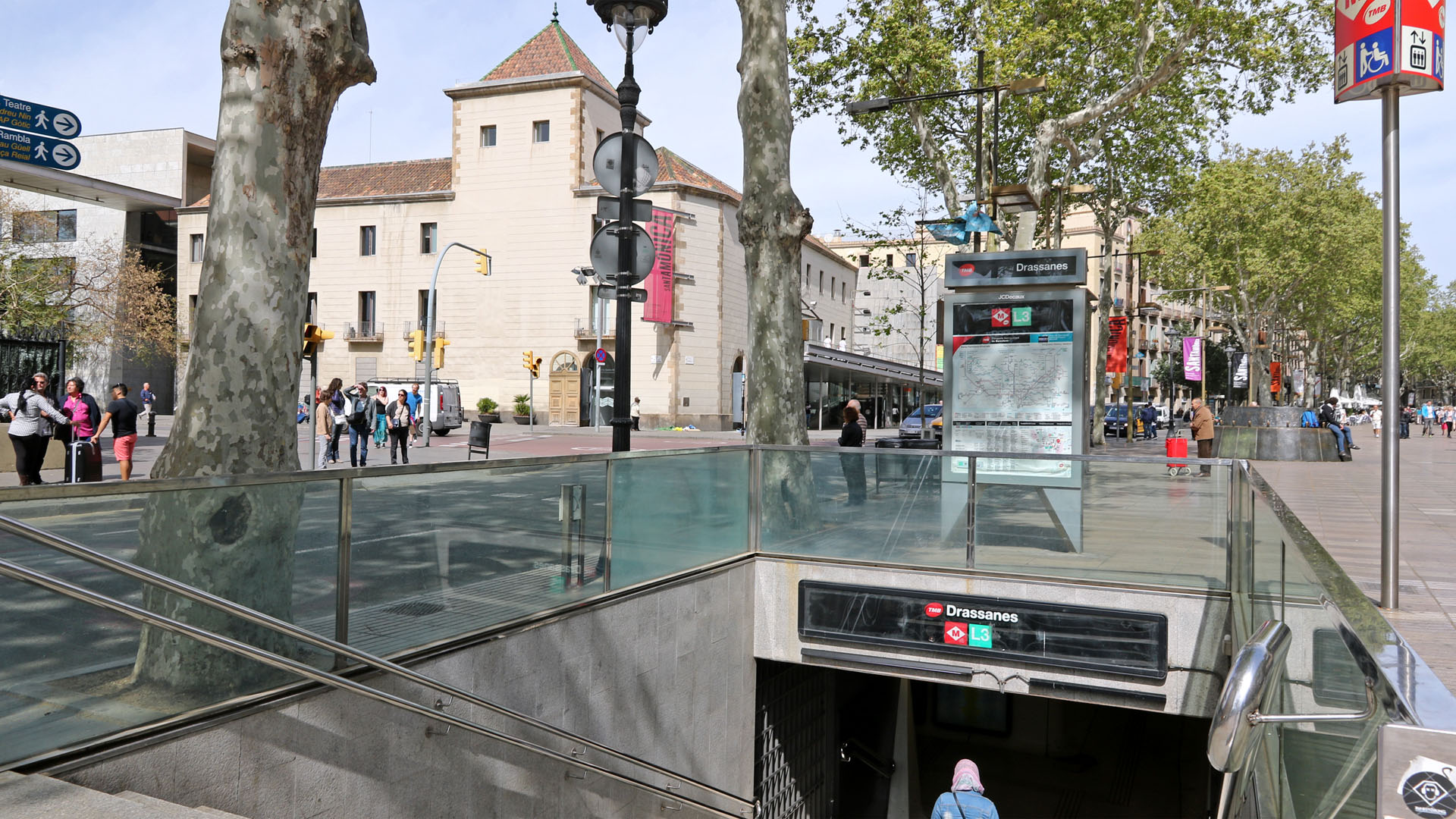
Accés a l'estació des de La Rambla

- Portal de la Santa Madrona
- La Rambla